# ゆきてかへらぬ (映画)
『ゆきてかへらぬ』（現代仮名遣い：ゆきてかえらぬ、英題：Yasuko, Songs of Days Past ）は、2025年の日本の歴史ドラマ映画。

## 制作経緯
本作品は、大正から昭和初期を舞台に、駆け出しの女優長谷川泰子、天才詩人中原中也、文芸評論家小林秀雄という若い男女3人の愛と青春の日々を、実話に基づき描く。『ツィゴイネルワイゼン』『セーラー服と機関銃』などの脚本で知られる田中陽造が40年以上前に書き上げ、多くの映画人から映画化を望まれるも長く実現に至らなかった「幻の脚本」を、『探偵物語』『雪に願うこと』などで知られる根岸吉太郎が、『ヴィヨンの妻 〜桜桃とタンポポ〜』以来16年ぶりに監督を務め、ついに映画化を果たした。主人公・長谷川泰子役に広瀬すず、天才詩人・中原中也役に木戸大聖、文芸評論家・小林秀雄役に岡田将生が起用され、その他の役には、田中俊介、トータス松本、瀧内公美、草刈民代、カトウシンスケ、藤間爽子、柄本佑らが配された。
本作品は、2025年2月5日、オランダのロッテルダム国際映画祭において、「ビッグスクリーンコンペティション部門」の正式出品作品として公開され、その後、同年2月21日に製作国である日本で公開された。

## あらすじ
1924年（大正13年）の京都。まだ芽の出ない無名の女優長谷川泰子（広瀬すず）は、のちに不世出の天才詩人と呼ばれることになる学生中原中也（木戸大聖）と出会う。泰子は20歳、中也は17歳のときだった。ふたりは惹かれあい、住む場所のない泰子を、中也が下宿先に誘う形で同棲を始めた。どこか虚勢を張り合うふたりだが、相手を尊重できる「気っ風の良さ」は同じだった。中也は詩作に打ち込み、泰子は中也の創作活動を支えるミューズのような存在になった。ときにケンカして仲違いすることはあっても、離れられないふたりだった。
1年後の1925年（大正14年）。ふたりは、京都から東京へ移住する。中也は、友人の富永太郎の紹介で、のちに日本を代表する文芸評論家となる小林秀雄（岡田将生）と出会い、親交を深める。小林は、中也の天才的な詩の才能を見抜き、深い感銘を受けていた。中也も、明晰な批評を行う小林から高い評価を受けることを誇りに感じ、互いに深く認め合う仲になった。
ある日、泰子と中也が住む家を、小林が訪れた。中也と小林は、文学について楽しそうに語り合った。才気あふれるクリエイターたちの楽しげな様子を目の当たりにして、泰子は、放置され、取り残されたような気分になった。そんな泰子を落ち着かせるため、中也は小林を誘い、一緒に3人で遊ぶようになった。
やがて、小林の関心は、中也の隣にいる泰子にも向けられていき、その魅力に惹かれていく。小林から求愛され、戸惑う泰子。理知的で穏やかな小林と、情熱的でどこか純粋さが残る中也。タイプがまったく異なるふたりの男に愛され、泰子の心は揺れ動く。後戻りのできない、恋愛、友情、芸術、尊敬、執着が複雑に入り混じった三角関係の始まりだった。
時が経つにつれ、3人の関係は、次第に歪さを増していく。小林の安定感に次第に惹かれていき、中也の自己中心的で激しすぎる愛に疲弊していった泰子は、ついに、中也のもとを去り、小林と同棲を始めた。しかし、泰子と小林の生活も平坦なものではなかった。泰子は次第に精神のバランスを崩し、潔癖症の症状が悪化していった。泰子の潔癖症は、執拗な言葉責めを伴うもので、小林は尽くすが耐え切れず、ついに彼女のもとを去った。こうして、ふたりの生活は、終わりを告げた。
その後、歳月が経ち、女優としての実績を積み重ねていた泰子は、ある撮影現場で中也と小林に再会した。中也は、別の女性と結婚していたが、授かった子を亡くして失意にあり、自身も結核性脳膜炎を患い、衰弱していた。それから間もなく、中也の訃報を受け取った泰子は、涙を流す。葬儀の場に現れた泰子は、かつて中也に託された赤い手袋を棺に添え、小林にも別れを告げた。かくて、泰子と中也と小林の「奇妙な三角関係」は、終焉を迎えたのだった。

## キャスト
長谷川泰子（はせいがわ やすこ） - 広瀬すず
主人公。駆け出しの女優。
京都で出会った3歳年下の詩人中原中也と惹かれあう。その後、東京へ移ったふたりの前に文芸評論家小林秀雄が現れ、3人の関係は複雑な三角関係の様相を呈するに至る。
中原中也（なかはら ちゅうや） - 木戸大聖
詩人。天才詩人として、のちに日本文学史に名を遺す。泰子より3歳年下。
小林とは互いに認め合う仲だったが、恋人の泰子を小林に奪われてしまう。
小林秀雄（こばやし ひでお） - 岡田将生
文学者。その批評は鋭く、のちに日本を代表する文芸評論家となる。
中也とは互いに認め合う仲だったが、中也の恋人の泰子に惹かれ、奪ってしまう。
富永太郎（とみなが たろう） - 田中俊介
中也の友人で、詩人にして画家でもある。結核のため、若くして命を落とす。
鷹野叔（たかの よし） - トータス松本
バイオリンを弾きながら歌う吟遊詩人。「さすらいの大空詩人」と呼ばれ、各地を行脚した永井叔をモデルとしている。
泰子の辛い過去を知る人物である。
長谷川イシ（はせがわ イシ） - 瀧内公美
泰子の母親。幼い泰子を巻き添えに自殺を図ろうとする。
スター女優 - 草刈民代
泰子が入社した撮影所のスター女優。
泰子を「文士の二号」と呼び、侮辱する。
辰野（たつの）教授 - カトウシンスケ
東京の大学教授。秀雄の友人。
中原孝子（なかはら たかこ） - 藤間爽子
後年、中也の妻になる人物。
勤め人 - 柄本佑
泰子が東京の公園で出会う勤め人。
田中陽造の脚本で根岸吉太郎が新作映画を製作すると聞きつけた柄本佑が、「通行人Aでもいいから出演したい」と要望を出したところ、「勤め人」として出演が実現した。

## スタッフ
- 監督：根岸吉太郎
- 助監督：高橋正
- 脚本：田中陽造
- 製作総指揮：木下直哉
- 製作：山田美千代、小佐野保
- 企画：山田美千代
- プロデューサー：武部由実子、谷川由希子、佐藤満
- 音楽：岩代太郎
- 主題歌：キタニタツヤ「ユーモア」（作詞・作曲：キタニタツヤ）
- 音楽プロデューサー：佐々木次彦
- 撮影：儀間眞悟
- 照明：長田達也
- 美術：原田満生、寒河江陽子
- 美術プロデューサー：堀明元紀
- 録音：石寺健一
- 編集：川島章正
- キャスティング：杉山麻衣
- ヘア＆メイクディレクター：松浦美穂
- ヘア：山本理恵子、成澤雪江
- メイク：中村了太、瀬戸山佳那
- 衣装デザイナー：大塚満
- スタイリスト：伊賀大介
- VFXスーパーバイザー：オダイッセイ
- 製作：「ゆきてかへらぬ」製作委員会（木下グループ、パパドゥ音楽出版、ギークピクチュアズ）
- 制作プロダクション：ギークピクチュアズ／ギークサイト
- 配給：キノフィルムズ